# Distantobelus electus
Distantobelus electus är en insektsart som beskrevs av Capener 1968. Distantobelus electus ingår i släktet Distantobelus och familjen hornstritar. Inga underarter finns listade i Catalogue of Life.